# Ptolemaios XI.
Ptolemaios XI. Alexander II. (altgriechisch Πτολεμαῖος Ἀλέξανδρος Ptolemaíos Aléxandros; * um 105 v. Chr.; † 80 v. Chr. in Alexandria) war ein Angehöriger der Familie der Ptolemäer. Er regierte Ägypten im Jahr 80 v. Chr. nur wenige Tage.

## Herkunft und Jugend
Ptolemaios XI. war der Sohn Ptolemaios’ X. († 88 v. Chr.) und führte wie sein Vater den Beinamen Alexander. Seine Mutter ist unbekannt. Die Gattin des Ptolemaios X., Kleopatra Berenike III., war laut dem Zeugnis des Porphyrios die Stiefmutter Ptolemaios’ XI.
Als die Königinwitwe Kleopatra III. 103 v. Chr. unmittelbar vor einer militärischen Konfrontation mit ihrem von ihr vertriebenen Sohn Ptolemaios IX. stand, ließ sie ihren Enkel Ptolemaios XI. und zwei weitere Enkel (Ptolemaios XII. und Ptolemaios von Zypern) samt ihren Schätzen und Testament in das Asklepios-Heiligtum auf der Insel Kos in Sicherheit bringen.
Nach dem Tod Kleopatras III. (Oktober 101 v. Chr.) übernahm Ptolemaios X. die Alleinherrschaft in Ägypten. Aus Papyrus-Datierungen des Jahres 101/100 v. Chr., in denen der damals auf Kos weilende Ptolemaios XI. als Koregent seines Vaters und dessen Gattin Kleopatra Berenike III. genannt wird, scheint hervorzugehen, dass Kleopatra Berenike III. – wohl auf Wunsch ihres Gemahls – ihren Stiefsohn Ptolemaios XI. adoptierte. Dessen Erhebung zum Koregenten sollte wohl ausdrücken, dass er designierter Nachfolger seines Vaters war.
88 v. Chr. fiel Ptolemaios XI. dem romfeindlichen König Mithridates VI. bei dessen Besetzung von Kos in die Hände. Er musste dem pontischen Herrscher in dessen Reich folgen, konnte sich aber einer königlichen Erziehung erfreuen. Als Mithridates VI. nach seiner Niederlage gegen Sulla 84 v. Chr. in der westkleinasiatischen Stadt Dardanos Friedensgespräche mit dem erfolgreichen römischen Feldherrn aufnahm, nutzte Ptolemaios XI. die Gelegenheit zur Flucht und begab sich zu Sulla. Dieser nahm ihn mit sich nach Rom.

## Herrschaft
Als Ptolemaios IX. Ende 81 oder Anfang 80 v. Chr. starb, regierte seine Tochter Kleopatra Berenike III. etwa ein halbes Jahr lang allein. Angeblich missfiel den Alexandrinern aber eine reine Frauenherrschaft. Sie sandten daher eine Delegation nach Rom, um Ptolemaios XI. als Gatten für Kleopatra Berenike III. zu erbitten. Sulla billigte das Eheprojekt, da er wohl über seinen Schützling Einfluss auf die ägyptische Regierung zu nehmen beabsichtigte; vielleicht hatte er diese Verbindung (mit-)lanciert.
Kleopatra Berenike III., die bedeutend älter als ihr Stiefsohn war, wollte ihre Macht aber anscheinend nicht genügend mit ihm teilen. Ptolemaios XI. dürfte ihren Herrschaftswillen nur ungern hingenommen haben. Wohl auf die Rückendeckung Sullas setzend, ließ er seine Gattin etwa im Juni 80 v. Chr. nach 18 oder 19 Tagen Ehe ermorden. Da die getötete Königin aber im Volk große Popularität genossen hatte, wurde Ptolemaios XI. kurz darauf von Mitgliedern einer Schutztruppe mit Einverständnis der zornigen Alexandriner im Gymnasium von Alexandria gelyncht. Über ihn wurde eine damnatio memoriae verhängt.
Später tauchte das Gerücht auf, dass sich Rom auf ein entweder von Ptolemaios X. oder Ptolemaios XI. verfasstes Testaments stützen könnte, das die Weltmacht zu Erben Ägyptens einsetzte. Die Existenz dieses Testament ist in der modernen Forschung umstritten. Der römische Redner und Politiker Marcus Tullius Cicero sprach 63 v. Chr. in seiner Rede De lege agraria darüber nur in Andeutungen. Damals versuchten einige einflussreiche Politiker offenbar, das Nilland auf Basis des angeblichen Vermächtnisses als römische Provinz einzuziehen. Cicero widersetzte sich diesem Vorhaben energisch und erfolgreich, da er befürchtete, dass ein römischer Statthalter Ägyptens zu mächtig werden könnte.
Ptolemaios XII. folgte Ptolemaios XI. auf dem ägyptischen Thron.